# COROT
Sonda COROT byl vesmírný dalekohled určený k hledání exoplanet tranzitní metodou. 
Na geostacionární dráhu jej vynesla nosná raketa Sojuz, která odstartovala 27. prosince 2006 z kazašského kosmodromu Bajkonur. Na řízení mise se podílela Francouzská vesmírná agentura a ESA.
Sonda pracovala do roku 2012. Jejím hlavním vědeckým výsledkem bylo objevení první kamenné exoplanety.

## Popis a cíle
Význam mise spočívá především v hledání exoplanet pomocí periodicky se opakujících zjasnění a ztemnění hvězdy. Ty mohou značit přítomnost planety. Sonda by mohla objevit i planety pevné (tzv. terestrické), avšak musely by být několikanásobně větší než je Země. Pro tyto účely bude zkoumáno zhruba 120 000 hvězd mezi 12 až 15,5 magnitudou. Vzhledem k tomu, že poklesy jasnosti jsou skutečně minimální, je třeba velmi citlivých přístrojů. Těmi jsou 30 cm dalekohled a 4 CCD kamery. Jejich využití nalezneme také ve stelární seismologii (sledování tzv. hvězdotřesení během něhož se mění i jasnost a jiné parametry hvězd). Význam spočívá hlavně v bližším poznání nitra hvězd. Zde budou zkoumána tělesa mezi 6 až 9 magnitudou.
Sonda obíhá na geocentrické dráze s perigeem 872 a apogeem 884 kilometrů. Sklon její dráhy je 90°, jedná se tedy o polární oběžnou dráhu. Životnost družice byla při startu odhadována na dva a půl roku.

## Průběh mise
Od zahájení svého vědeckého poslání v roce 2007 objevili vědci s pomocí sondy Corot 34 nových exoplanet. Pět dalších planet je téměř potvrzeno jako kandidáti. 
Sonda přestala 2. listopadu 2012 posílat data. Inženýři po analýze problému přisuzují vinu anomálii v záření mající za důsledek narušení komunikace mezi přístrojei sondy a hlavním počítačem. K závadě datové jednotky došlo poté, co Corot přešel anomálií v jižním Atlantiku, regionem zvýšené radiace, způsobenou propadem ve vnitřním Van Allenovu radiačním pásu. 
Pokusy o restart přístroje byly neúspěšné a proto bylo 24. června 2013 oznámeno ukončení činnosti sondy.